# 坂井大将
坂井 大将（さかい だいすけ、1997年1月18日 - ）は、長崎県出身のプロサッカー選手。登録ポジションはミッドフィールダー。インドネシア・リーガ1・PSMマカッサル所属。マネジメント会社はジャパン・スポーツ・プロモーション。

## 来歴

### プロ入り前
中学校入学と同時に長崎市の親元を離れ、大分トリニータU-15へ入団。大分U-18ではボランチやトップ下をこなし、質の高い前線への飛び出しや、正確なワンタッチプレーを得意とするユーティリティー選手として活躍。
2014年、トップチームに2種登録選手として選手登録。同年7月13日の天皇杯2回戦・ヴェルスパ大分戦にて公式戦デビューを果たすと、同試合の前半34分に自らが得たPKを決め公式戦初得点も記録した。このゴールは大分の公式戦史上最年少得点記録となった。また同年10月には、英紙『ガーディアン』の「次世代の世界の若き才能40名」に日本人選手で唯一選ばれた。

### プロ入り後
2015年より、正式にトップチームへ昇格。2017年8月、ベルギー2部のAFCテュビズに期限付き移籍。移籍期間は翌2018年6月末まであったが、ビザ取得の問題により出場機会を得るのが困難となった為、AFCテュビズとの期限付き移籍を解消の上、新たにアルビレックス新潟に期限付き移籍。開幕戦から暫くは先発出場を続けていたが、第11節以降はリーグ戦では出場機会無くシーズンを終えた。
2019年、移籍期間満了により大分に復帰したが、公式戦出場機会は無く同年6月17日にJ3・ザスパクサツ群馬へ育成型期限付き移籍した。
2020年はガイナーレ鳥取に期限付き移籍、6得点を挙げたものの、同年シーズン終了後に鳥取への期限付き移籍期間満了および大分との契約満了が発表された。
2021年6月18日、タイ・リーグ1のサムットプラーカーン・シティFCへの加入が正式に発表された。背番号は14。
2022年7月、カスタムズ・ユナイテッドFCに移籍した。2022-23シーズンのリーグ戦では全試合先発出場をし、10ゴール6アシストを記録した。前半戦は右ウイングとして、後半戦は左ウイングとして起用されていた。
2023/24シーズン開幕前のインド遠征に帯同し、オディシャFCのトライアルを受けていたが、オディシャは元世代別日本代表で坂井と共にプレーしたサイ・ゴダードの獲得を優先したため、契約には至らなかった。2023年9月2日、オディシャと同じインディアン・スーパーリーグに所属するケーララ・ブラスターズFCに移籍し、1年契約を結んだ。
2024年7月、インドネシア・リーガ1のPSMマカッサルに移籍した。

### 日本代表
2012年から各年代別の日本代表に選出され、2013年にはFIFA U-17ワールドカップのメンバー入りを果たした。代表では左右のサイドバックを務めて全4試合に出場し、チームの16強入りに貢献した。2014年5月、2014 FIFAワールドカップ日本代表のトレーニングパートナーに杉森考起と共に選出され、大会直前合宿から本大会までチームに帯同した。2016年10月、AFC U-19選手権の代表に選出された。

## 所属クラブ
- JFCレインボー長崎（長崎市立矢上小学校）
- 大分トリニータU-15（大分市立明野中学校）
- 大分トリニータU-18（大分東明高校[26]）
  - 2014年 大分トリニータ（2種登録選手）
- 2015年 - 2020年  大分トリニータ
  - 2014年 - 2015年  Jリーグ・アンダー22選抜
  - 2017年8月 - 同年12月  AFCテュビズ（期限付き移籍）
  - 2018年  アルビレックス新潟（期限付き移籍）
  - 2019年6月 - 同年12月  ザスパクサツ群馬（期限付き移籍）
  - 2020年  ガイナーレ鳥取（期限付き移籍）
- 2021年 - 2022年  サムットプラーカーン・シティFC
- 2022年 - 2023年  カスタムズ・ユナイテッドFC
- 2023年 - 2024年  ケーララ・ブラスターズFC
- 2024年 -  PSMマカッサル

## 個人成績
| 国内大会個人成績 | 国内大会個人成績 | 国内大会個人成績 | 国内大会個人成績 | 国内大会個人成績 | 国内大会個人成績 | 国内大会個人成績 | 国内大会個人成績 | 国内大会個人成績 | 国内大会個人成績 | 国内大会個人成績 | 国内大会個人成績 |
| 年度             | クラブ           | 背番号           | リーグ           | リーグ戦         | リーグ戦         | リーグ杯         | リーグ杯         | オープン杯       | オープン杯       | 期間通算         | 期間通算         |
| 年度             | クラブ           | 背番号           | リーグ           | 出場             | 得点             | 出場             | 得点             | 出場             | 得点             | 出場             | 得点             |
| 日本             | 日本             | 日本             | 日本             | リーグ戦         | リーグ戦         | リーグ杯         | リーグ杯         | 天皇杯           | 天皇杯           | 期間通算         | 期間通算         |
| ---------------- | ---------------- | ---------------- | ---------------- | ---------------- | ---------------- | ---------------- | ---------------- | ---------------- | ---------------- | ---------------- | ---------------- |
| 2014             | 大分             | 28               | J2               | 0                | 0                | -                | -                | 1                | 1                | 1                | 1                |
| 2015             | 大分             | 28               | J2               | 4                | 0                | -                | -                | 2                | 0                | 6                | 0                |
| 2016             | 大分             | 28               | J3               | 11               | 0                | -                | -                | 2                | 0                | 13               | 0                |
| 2017             | 大分             | 28               | J2               | 4                | 0                | -                | -                | 2                | 1                | 6                | 1                |
| ベルギー         | ベルギー         | ベルギー         | ベルギー         | リーグ戦         | リーグ戦         | リーグ杯         | リーグ杯         | ベルギー杯       | ベルギー杯       | 期間通算         | 期間通算         |
| 2017-18          | テュビズ         | 21               | プロキシマス     | 3                | 0                | -                | -                | -                | -                | 3                | 0                |
| 日本             | 日本             | 日本             | 日本             | リーグ戦         | リーグ戦         | リーグ杯         | リーグ杯         | 天皇杯           | 天皇杯           | 期間通算         | 期間通算         |
| 2018             | 新潟             | 50               | J2               | 8                | 0                | 2                | 0                | 2                | 1                | 12               | 1                |
| 2019             | 大分             | 28               | J1               | 0                | 0                | 0                | 0                | -                | -                | 0                | 0                |
| 2019             | 群馬             | 50               | J3               | 5                | 1                | -                | -                | 0                | 0                | 5                | 1                |
| 2020             | 鳥取             | 27               | J3               | 27               | 6                | -                | -                | -                | -                | 27               | 6                |
| タイ             | タイ             | タイ             | タイ             | リーグ戦         | リーグ戦         | リーグ杯         | リーグ杯         | FA杯             | FA杯             | 期間通算         | 期間通算         |
| 2021-22          | サムット         | 14               | リーグ1          | 28               | 4                | 0                | 0                | 2                | 0                | 30               | 4                |
| 2022-23          | カスタムズU      | 8                | リーグ2          | 34               | 10               | -                | -                | 1                | 0                | 35               | 10               |
| インド           | インド           | インド           | インド           | リーグ戦         | リーグ戦         | リーグ杯         | リーグ杯         | オープン杯       | オープン杯       | 期間通算         | 期間通算         |
| 2023-24          | ケーララ         | 21               | ISL              | 21               | 3                |                  |                  |                  |                  |                  |                  |
| インドネシア     | インドネシア     | インドネシア     | インドネシア     | リーグ戦         | リーグ戦         | リーグ杯         | リーグ杯         | オープン杯       | オープン杯       | 期間通算         | 期間通算         |
| 2024-25          | PSM              | 10               | リーガ1          |                  |                  |                  |                  |                  |                  |                  |                  |
| 通算             | 日本             | 日本             | J1               | 0                | 0                | 0                | 0                | 0                | 0                | 0                | 0                |
| 通算             | 日本             | 日本             | J2               | 16               | 0                | 2                | 0                | 7                | 3                | 25               | 3                |
| 通算             | 日本             | 日本             | J3               | 43               | 7                | -                | -                | 2                | 0                | 45               | 7                |
| 通算             | ベルギー         | ベルギー         | プロキシマス     | 3                | 0                | -                | -                | -                | -                | 3                | 0                |
| 通算             | タイ             | タイ             | リーグ1          | \|28             | 4                | 0                | 0                | 2                | 0                | 30               | 4                |
| 通算             | タイ             | タイ             | リーグ2          | \|34             | 10               | -                | -                | 1                | 0                | 35               | 10               |
| 通算             | インドネシア     | インドネシア     | リーガ1          | \|               |                  |                  |                  |                  |                  |                  |                  |
| 総通算           | 総通算           | 総通算           | 総通算           | 124              | 21               | 2                | 0                | 12               | 3                | 138              | 24               |

- 2014年は2種登録選手として出場

その他の公式戦
| 2015   | J-22   | -      | J3     | 8 | 0 | 8 | 0 |
| 通算   | 日本   | 日本   | J3     | 8 | 0 | 8 | 0 |
| 総通算 | 総通算 | 総通算 | 総通算 | 8 | 0 | 8 | 0 |

- 公式戦初出場・初得点 - 2014年7月13日 天皇杯2回戦 ヴェルスパ大分戦（大分銀行ドーム）
- リーグ戦初出場 - 2015年5月31日 J2第16節 ギラヴァンツ北九州戦（北九州市立本城陸上競技場）
  - 初得点 - 2019年7月14日 J3第16節 アスルクラロ沼津戦（愛鷹広域公園多目的競技場）

## タイトル

### クラブ
大分トリニータU-18
- プリンスリーグ九州1部 (2013年、2014年)

大分トリニータ
- J3リーグ（2016年）

### 代表
U-19日本代表
- AFF U-19ユース選手権 (2014年)
- AFC U-19選手権（2016年）

## 代表歴
- U-16日本代表
  - チッタディグラディスカ国際大会（2013年）
  - 第14回豊田国際ユースサッカー大会（2013年）
- U-17日本代表
  - 2013 FIFA U-17ワールドカップ（2013年）
  - 第18回国際ユースサッカー in 新潟（2014年）
  - サニックス杯国際ユースサッカー大会（2014年）
  - 第21回バツラフ・イェジェク国際ユーストーナメント（2014年）
- U-18日本代表
  - 国際ユースフットボールトーナメント（2015年）
  - SBSカップ 国際ユースサッカー（2015年）
  - 長安フォードカップ（2015年）
  - AFC U-19選手権2016予選（2015年）
- U-19日本代表
  - 2014 AFF U-19ユース選手権（2014年）
  - AFC U-19選手権2014（2014年）
  - バーレーン U-19カップ（2016年）
  - 水原JSカップ U-19国際ユースサッカー大会（2016年）
  - Panda Cup（2016年）
  - AFC U-19選手権2016（2016年）
  - アルゼンチン遠征（2016年）
- U-20日本代表
  - ドイツ遠征（2017年）
  - FIFA U-20ワールドカップ（2017年）
  - AFC U-23選手権2018 (予選)（2017年）
- U-21日本代表
  - スポーツ・フォー・トゥモロー（SFT）プログラム 南米・日本U-21サッカー交流（2018年）